# Прохиндиада, или Бег на месте
«Прохиндиада, или Бег на месте» — советский художественный фильм 1984 года, трагикомедия режиссёра Виктора Трегубовича.

## Сюжет
Сан Саныч Любомудров — энергичный и по-своему талантливый деловой человек, который может со всеми договориться, наладить нужные связи и достать дефицит. Его талант — умение дружить. Смысл жизни Любомудрова — заводить полезные связи, «держать фасон» на публике, быть успешным всегда и во всём, жить на широкую ногу. При этом он подчёркнуто соблюдает закон и никогда не возьмёт лично себе лишнего.
Желая устроить судьбу дочери, он берёт взаймы деньги у теневого дельца на её свадьбу. Сама дочь категорически против этого, а в последний момент вообще отказывается выходить замуж, и Любомудров попадает в щекотливую ситуацию.
Параллельно развивается линия его взаимоотношений на работе с новым начальником, который имеет иную систему ценностей и не приемлет взгляды своего подчинённого на жизнь. Часто отсутствуя на работе, Любомудров легко справляется со своими должностными обязанностями. В конце концов, попав в денежную авантюру из-за долгов, Любомудров понимает, как он запутался.

## В ролях
- Александр Калягин — Сан Саныч Любомудров
- Людмила Гурченко — Екатерина Ивановна
- Татьяна Догилева — Марина
- Ирина Дымченко — Наташа, любовница Сан Саныча
- Виктор Зозулин — Виктор Викторович
- Игорь Горбачёв — Михаил Михайлович
- Николай Исполатов — Платон, архитектор
- Игорь Нефёдов — Славик
- Владимир Сошальский — Тимофей Тимофеевич, теневик
- Валентин Смирнитский — Олег Арбатов
- Валентина Ковель — Маргарита
- Николай Сытин — Андрей Захарович
- Юрий Демич — следователь
- Юрий Кузнецов — Володя, бригадир строителей
- Алексей Жарков — Коля, официант
- Анатолий Равикович — тамада на свадьбе
- Людмила Максакова — Мария Никитична, ректор

## Съёмочная группа
- Режиссёр: Виктор Трегубович
- Сценарист: Анатолий Гребнев
- Оператор: Валерий Мюльгаут
- Композитор: Алексей Рыбников
- Художник: Владимир Костин